# Cornulitida
Cornulitida (лат.) — вымерший отряд раковинных животных из класса тентакулит, широко распространённых с ордовикского по девонский периоды и вымерших в карбоне. Организмы, которые, возможно, являются древнейшими представителями отряда, найдены в кембрийских отложениях Иордании.
Cornulitida обладали раковинами и являлись объектами охоты для бурящих хищников и других угроз начиная с ордовика. Многие найденные экземпляры уцелели при нападении хищников. Различные Cornulitida являлись эндемиками и вступали в симбиоз с губками Stromatoporoidea и кораллами подкласса Tabulata.
Родственные связи Cornulitida неясны; животных часто рассматривают внутри различных типов и определяют как червей, кораллов, моллюсков и др. Вероятно, они тесно связаны с другими таксонами неопределённого родства, включая Microconchida, Trypanoporida и тентакулит.

## Галерея

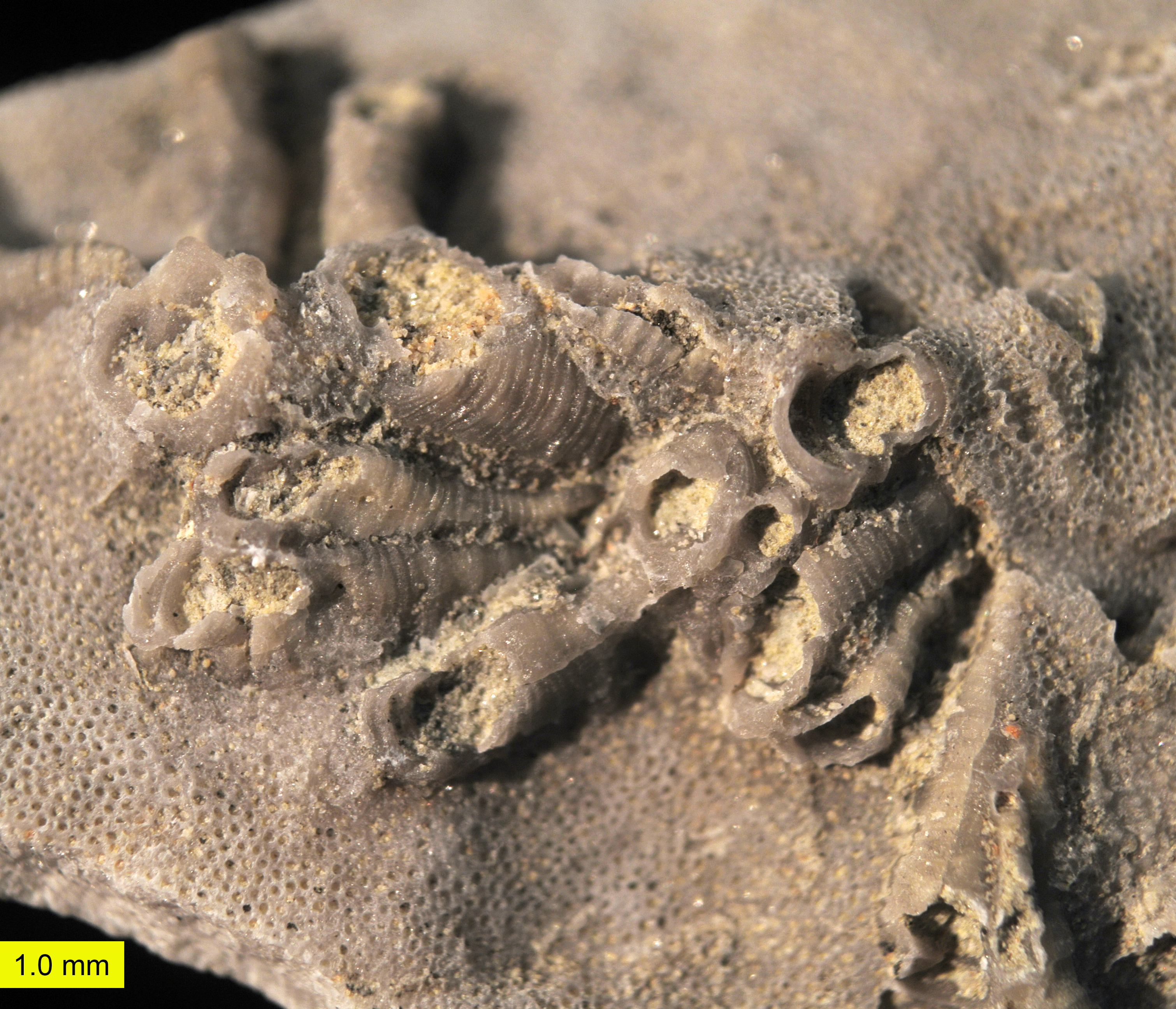
Cornulitida на мшанке; слой Белвью, формация Грант-Лэйк[англ.], северный Кентукки
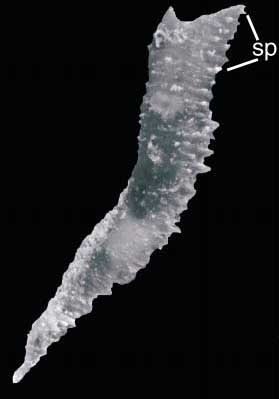
Conchicolites sp. с шипастыми кольцами на рковине, Лилла-Карлсё, Швеция
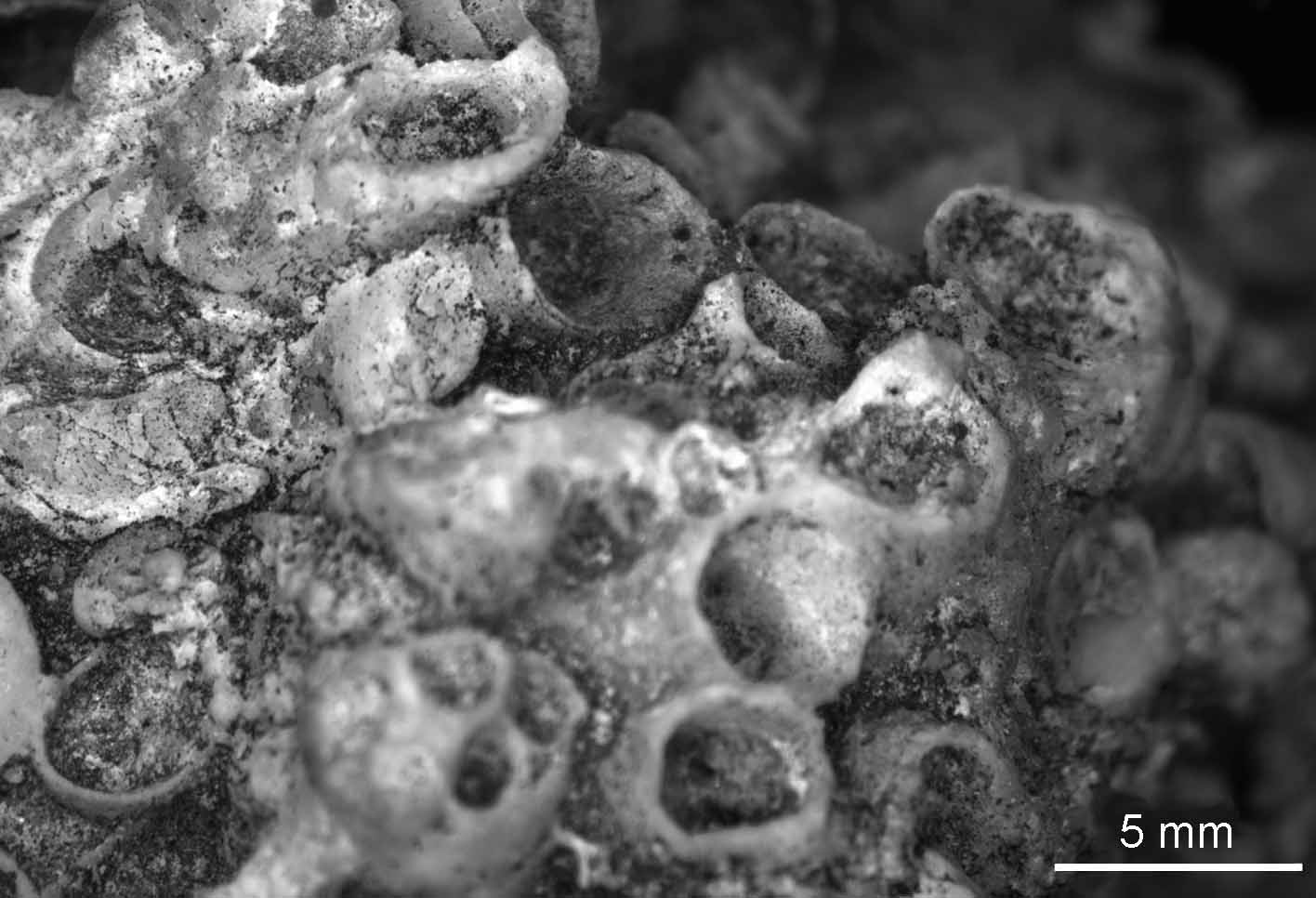
Septalites septatus из силурийских отложений Готланда, Швеция
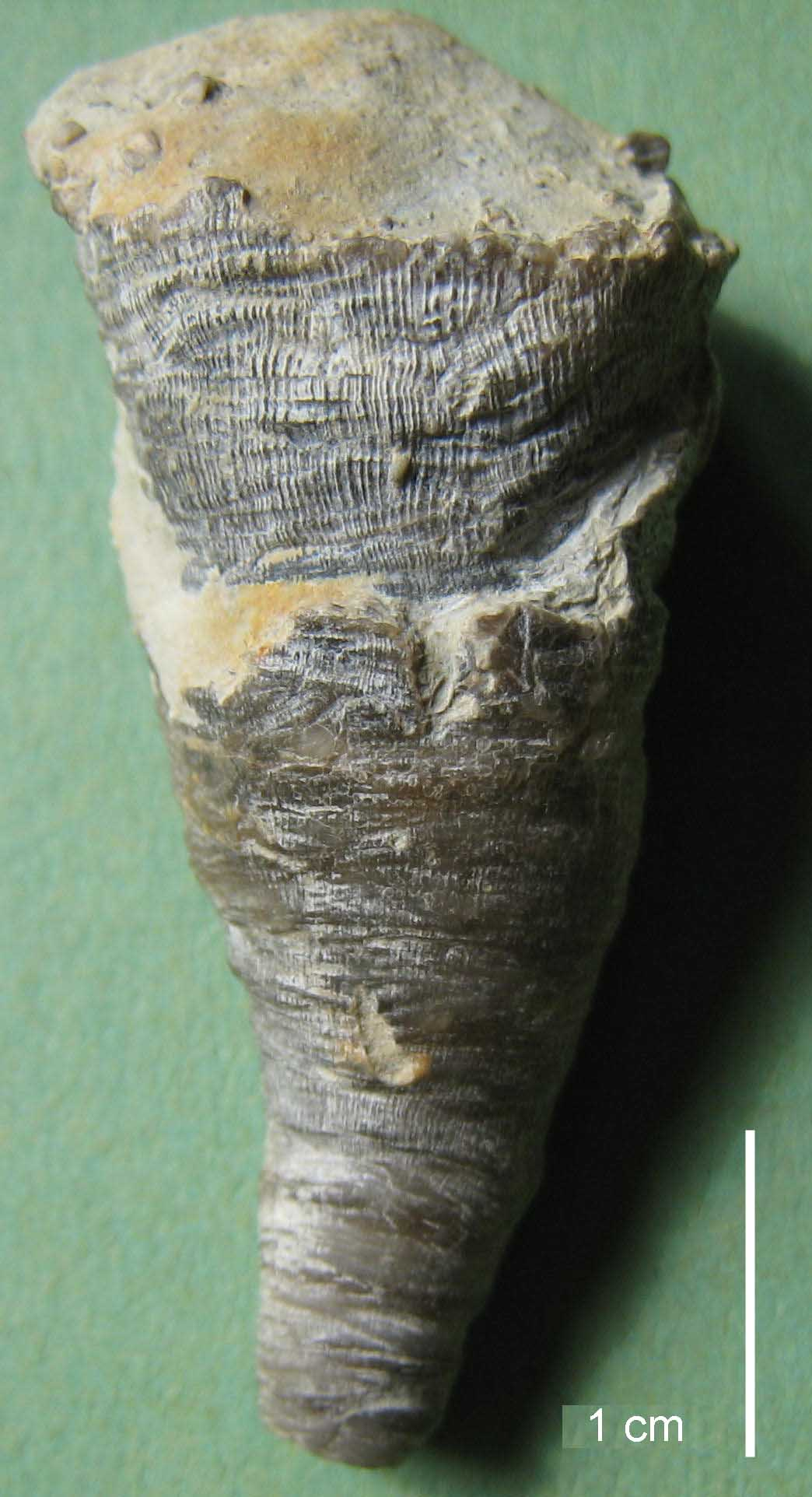
Cornulites cellulosus из венлокских[англ.] отложений Эстонии